# Barbus leptopogon
Barbus leptopogon е вид лъчеперка от семейство Шаранови (Cyprinidae).

## Разпространение
Видът е разпространен в Алжир.

## Описание
На дължина достигат до 26 cm.